# Heavy Weather
Heavy Weather is een muziekalbum dat in 1977 werd uitgebracht door de jazzrock-formatie Weather Report. Deze plaat betekende de commerciële doorbraak voor Weather Report, niet het minst door het nummer "Birdland" dat een hit werd - een zeldzame gebeurtenis voor een instrumentaal nummer.

## Nummers
1. Birdland (Zawinul) — 5:57
2. A Remark You Made (Zawinul) — 6:51
3. Teen Town (Pastorius) — 2:51
4. Harlequin (Shorter) — 3:59
5. Rumba Mamá (Badrena) — 2:11
6. Palladíum (Shorter) — 4:46
7. The Juggler (Zawinul) — 5:03
8. Havona (Pastorius) — 6:01

## Musici
- Joe Zawinul — 2 ARP 2600 synthesizers, Fender Rhodes, piano, Oberheim synthesizer, zang, melodica, gitaar, tabla
- Wayne Shorter — Saxofoons
- Jaco Pastorius — Bas, mandocello, zang, drums, steel drums
- Alex Acuña — Drums, percussie
- Manolo Badrena — Percussie

Bandleden: Joe Zawinul · Wayne Shorter · Jaco Pastorius · Peter Erskine

Miroslav Vitouš · Eric Gravatt · Alphonse Mouzon · Airto Moreira · Alex Acuña · Manolo Badrena · Dom Um Romão · Alphonso Johnson · Victor Bailey · Omar Hakim · José Rossy
Discografie: Weather Report (1971) · I Sing the Body Electric · Live in Tokyo · Sweetnighter · Mysterious Traveller · Tale Spinnin' · Black Market · Heavy Weather · Mr. Gone · 8:30 · Night Passage · Weather Report (1982) · Procession · Domino Theory · Sportin' Life · This Is This